# 檀渎站
檀渎站是绍兴轨道交通2号线的地铁车站，位于中华人民共和国浙江省绍兴市越城区马山街道洋江路与越兴路交叉口西侧，是目前2号线东端终点站，亦是绍兴轨道交通系统中目前最东端的车站，于2023年7月26日开通。

## 车站结构

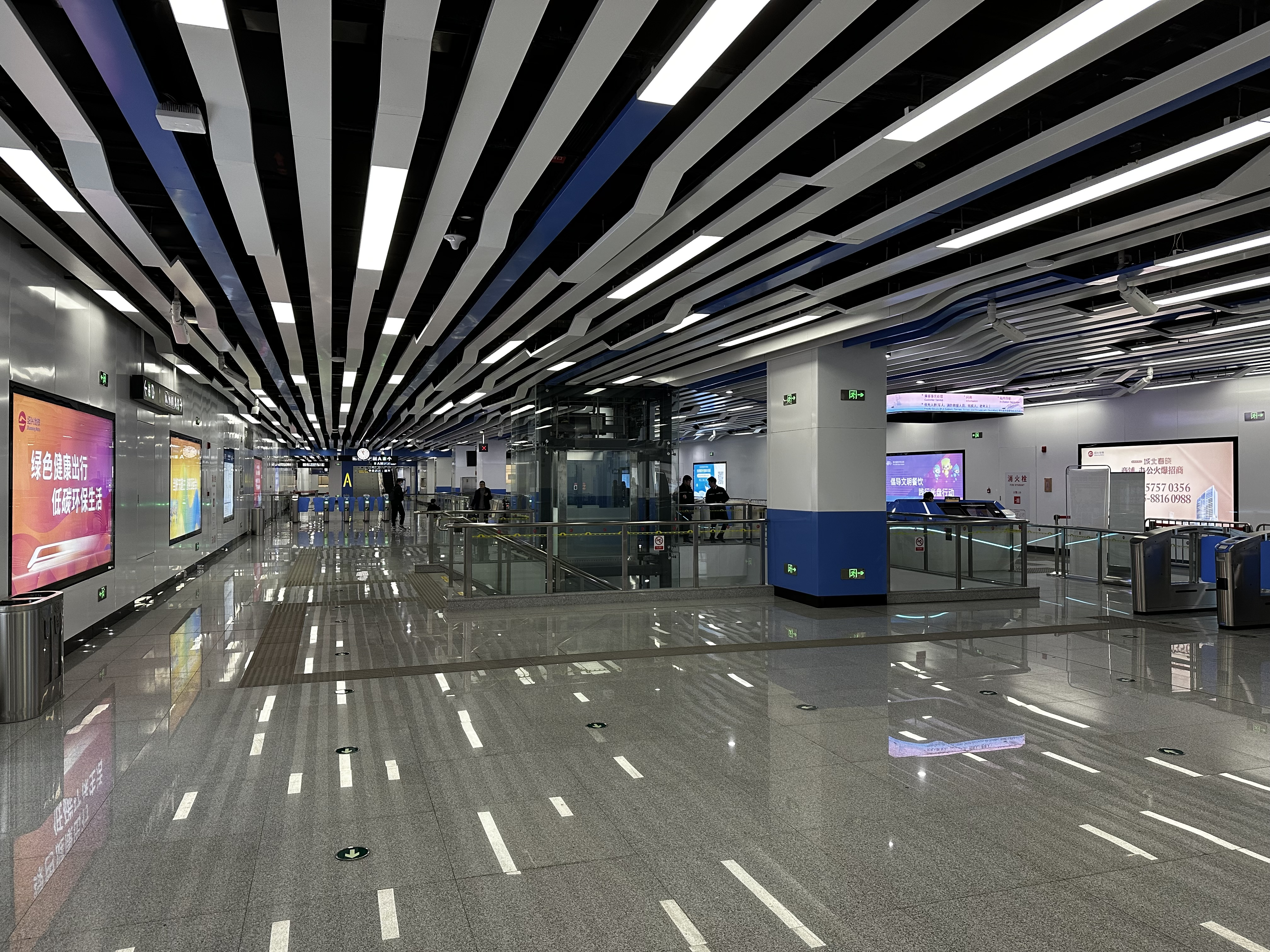
站厅

檀渎站沿洋江路东西向布置，为地下两层岛式站台车站，车站长351.7米，宽18.3米，车站地下一层为站厅层，地下二层为站台层。车站西侧设置交叉渡线，供车辆折返使用。

### 站台
车站地下二层设有一个岛式站台，列车日常仅使用北侧站台上下客，南侧站台作为备用站台使用。

### 车站楼层
| 地面层   | 出入口             | A、D出入口                         |  |  |
| 地下一层 | 站厅               | 售票机、客服中心、警务室、安检设施 |  |  |
| 地下二层 |                    | █ 2号线 往镜湖医院方向（豆姜）     |  |  |
|          | 岛式站台，右侧开门 |                                    |  |  |
|          |                    | █ 2号线 备用站台                   |  |  |

## 出入口
檀渎站共设有2个出入口，各出口及周围设施如下所示：
| 编号          | 建议前往的目的地             | 照片 | 无障碍设施 |
| ------------- | ---------------------------- | ---- | ---------- |
| 出EXIT A      | 洋江东路(北侧)               |      |            |
| 出EXIT D      | 洋江东路(北侧)，越兴路(西侧) |      | 不適用     |
| 註： 设有电梯 |                              |      |            |

## 接驳交通

### 公交车
| 地铁檀渎站 | 地铁檀渎站     | 地铁檀渎站 | 地铁檀渎站 | 地铁檀渎站 |
| 编号       | 路线           | 路线       | 路线       | 备注       |
| ---------- | -------------- | ---------- | ---------- | ---------- |
| 319        | 马山           | ⇆          | 迪荡始发站 |            |
| 393        | 地铁檀渎站     | ⇆          | 沥海工业区 |            |
| 393A       | 地铁檀渎站     | ⇆          | 潭许村     | 原 393支   |
| 快10       | 市公交集团公司 | ⇆          | 上虞东站   |            |
| D2001      | 地铁檀渎站     | ⇆          | 石狮商城   |            |

## 车站历史
本站建设时期工程名为越兴路站，开通前正式命名为檀渎站，站名来自于车站附近的檀渎村。
- 2020年11月，车站开工。
- 2022年4月30日，车站主体结构封顶[3]。
- 2023年7月26日，车站随2号线一期工程通车启用[2]。